# Office fédéral du sport
L'Office fédéral du sport (OFSPO) est le centre de compétences de la Confédération suisse en matière de sport. Il est rattaché au Département de la défense, de la protection de la population et des sports. Il a pour mandat de promouvoir l’activité physique et le sport.
L’OFSPO est également un centre de prestations, de formation et d’entraînement au service du sport d’élite, du sport de compétition et du sport populaire. En tant que centre de formation, l'OFSPO développe des savoirs et transmet des compétences pour l'exercice et l'enseignement du sport dans le sport populaire et le sport de compétition.

## Histoire
Le 3 mars 1944, le Conseil fédéral a décidé d'implanter une Ecole fédérale de sport au-dessus de Bienne. Le choix s’est opéré entre plusieurs sites candidats, dont celui de Chaumont, au-dessus de Neuchâtel. 
Appelée à ses débuts École fédérale de gymnastique et de sport, elle était un centre de cours à la disposition des fédérations sportives nationales, ainsi qu'un centre de formation des moniteurs de l'Instruction préparatoire militaire, appelé à compenser la condition physique fragile des jeunes hommes mobilisés. L'école a longtemps relevé du Département militaire fédéral, avant d'être attribuée au Département fédéral de l'intérieur en 1984, responsable des questions d'éducation.
L’adoption, en 1972, d’une loi fédérale encourageant la gymnastique et le sport a permis de régler les relations de la Confédération avec le sport et a abouti, dans le cadre d'une série de mesures d'encouragement, à la création de Jeunesse et Sport (J+S). Ce mouvement a remplacé l'Enseignement postscolaire de la gymnastique et des sports (EPGS), créé en 1947 dans le cadre de l’école de Macolin.

## Unités
L'Office fédéral du sport est constitué de cinq unités :
- Haute école fédérale de sport de Macolin HEFSM (avec la Médiathèque du sport de Macolin)
- Politique du sport et ressources internes
- Sport des jeunes et des adultes
- Centre sportif de Tenero CST
- Infrastructure et exploitation

### Haute école fédérale de sport de Macolin HEFSM
La Haute école fédérale de sport de Macolin HEFSM dispense des formations et des formations continues dans le domaine du sport et des sciences du sport ; ces formations s’adressent à toutes les catégories d’âge et tous les niveaux de performance. L’offre va de la transmission de compétences pour la pratique et l’enseignement du sport et de l’activité physique à la spécialisation dans le management du sport d’élite. Toutes les filières d’études proposées à la HEFSM sont conformes au système de Bologne ; elles englobent les filières bachelor et master, ainsi que des formations continues aux niveaux certificat (CAS), diplôme (DAS) et master (MAS), ainsi que des modules d’études en réseau.
Ses tâches comprennent également la recherche et le développement dans le domaine du sport, ainsi que diverses prestations destinées au public, aux milieux spécialisés et aux autorités.

### Politique du sport et ressources
L’Office fédéral du sport OFSPO veille à l’élaboration et au développement d’une politique nationale en matière de sport ; il est chargé de la mise en œuvre du Concept du Conseil fédéral pour une politique du sport en Suisse.
Ce concept définit les objectifs principaux et les mesures prioritaires de la politique du sport menée par la Confédération, qui doivent être atteints en collaboration avec des partenaires privés.

### Sport des jeunes et des adultes
Jeunesse et Sport (J+S) est le plus grand programme d’encouragement de l’OFSPO ; il s’adresse aux adolescents de 10 à 20 ans et aux enfants de 5 à 10 ans (J+S-Kids). La formation et la formation continue des moniteurs dans les clubs de sport est l’un des principaux piliers de J+S. Chaque année, ces moniteurs encadrent plus de 50 000 cours et camps J+S dont profitent 550 000 enfants et adolescents. Jeunesse+Sport propose des cours de moniteurs et des camps dans 75 disciplines sportives.
Par ailleurs, en instituant le programme Sport des adultes Suisse esa, l’Office fédéral du sport vise à promouvoir l’activité physique et sportive chez les plus de vingt ans. Pour répondre aux besoins variés des adultes, le programme esa soutient à la fois les offres d’activité physique et sportive relevant de la sphère privée et celles pratiquées en milieu professionnel. Il réunit sous un même nom les offres et les formations proposées par les organisations à but non lucratif (fédérations, fondations, etc.), les prestataires commerciaux et les employeurs (sport en entreprise).

### Centre sportif national de la jeunesse Tenero CST
Implanté au Tessin, le centre sportif de Tenero CST fait partie de l’OFSPO. Il est utilisé par les fédérations sportives pour des camps d’entraînement et par les écoles pour des camps scolaires. La modernité de son infrastructure en fait un centre de formation exceptionnel pour la promotion des espoirs. Plus de 40 disciplines sportives différentes peuvent être pratiquées sur les installations du CST. Le centre compte plus de 160 installations pour les sports en salle et en plein air, offrant ainsi des conditions d’entraînement et de compétition optimales. Il fait également office de centre d’entraînement pour le football, la natation, la gymnastique artistique et le tennis.

### Infrastructure et exploitation
L’Office fédéral du sport gère chaque année entre 2 500 et 3 500 cours impliquant de nombreuses prestations : réservation d’installations sportives, hébergement, repas, utilisation de salles de cours, réservation de VTT, etc. À Macolin même, il propose aux clubs, aux familles, aux écoles et aux entreprises une infrastructure professionnelle et une ambiance sportive. En outre, l’OFSPO répond à toutes les questions concernant la planification, la construction et l'exploitation des installations sportives. Il conseille les maîtres d'ouvrage, les architectes, les responsables des fédérations et des représentants d'entreprises sur toute question relative aux installations sportives : installations de plein air, salles de sport, piscines ou installations de sports de glace.

## Centre national d’entraînement de Macolin
À Macolin, les athlètes bénéficient de l’apport des sciences du sport et de conditions d’entraînement optimales. Ils ont en outre la possibilité d’utiliser à la fois l’infrastructure sportive et les prestations du Swiss Olympic Medical Center Macolin-Bienne, ainsi que les salles de séminaire et les structures d’hébergement et de restauration. Les sportifs d’élite bénéficient ainsi de conditions exceptionnelles pour optimaliser leur entraînement. En 2008 par exemple, l’équipe nationale suisse de football a pu profiter de cette infrastructure pour se préparer au championnat d’Europe de football dans les meilleures conditions.